# Jakob Becker (Maler)

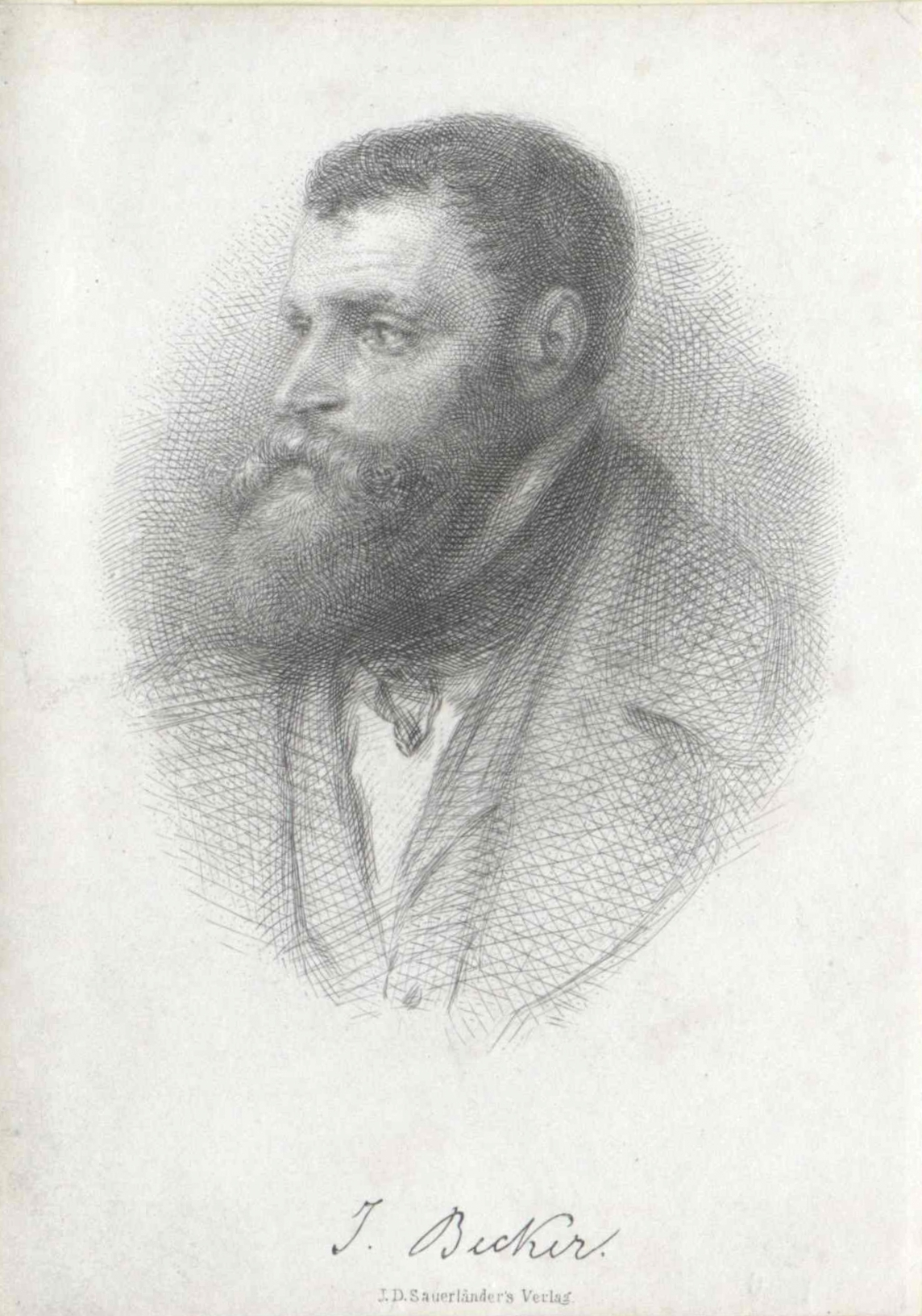
Jakob Becker

Jakob Becker, auch Jakob Becker von Worms (* 15. März 1810 in Dittelsheim bei Worms; † 22. Dezember 1872 in Frankfurt am Main), war ein deutscher Maler, Radierer und Lithograf.

## Leben

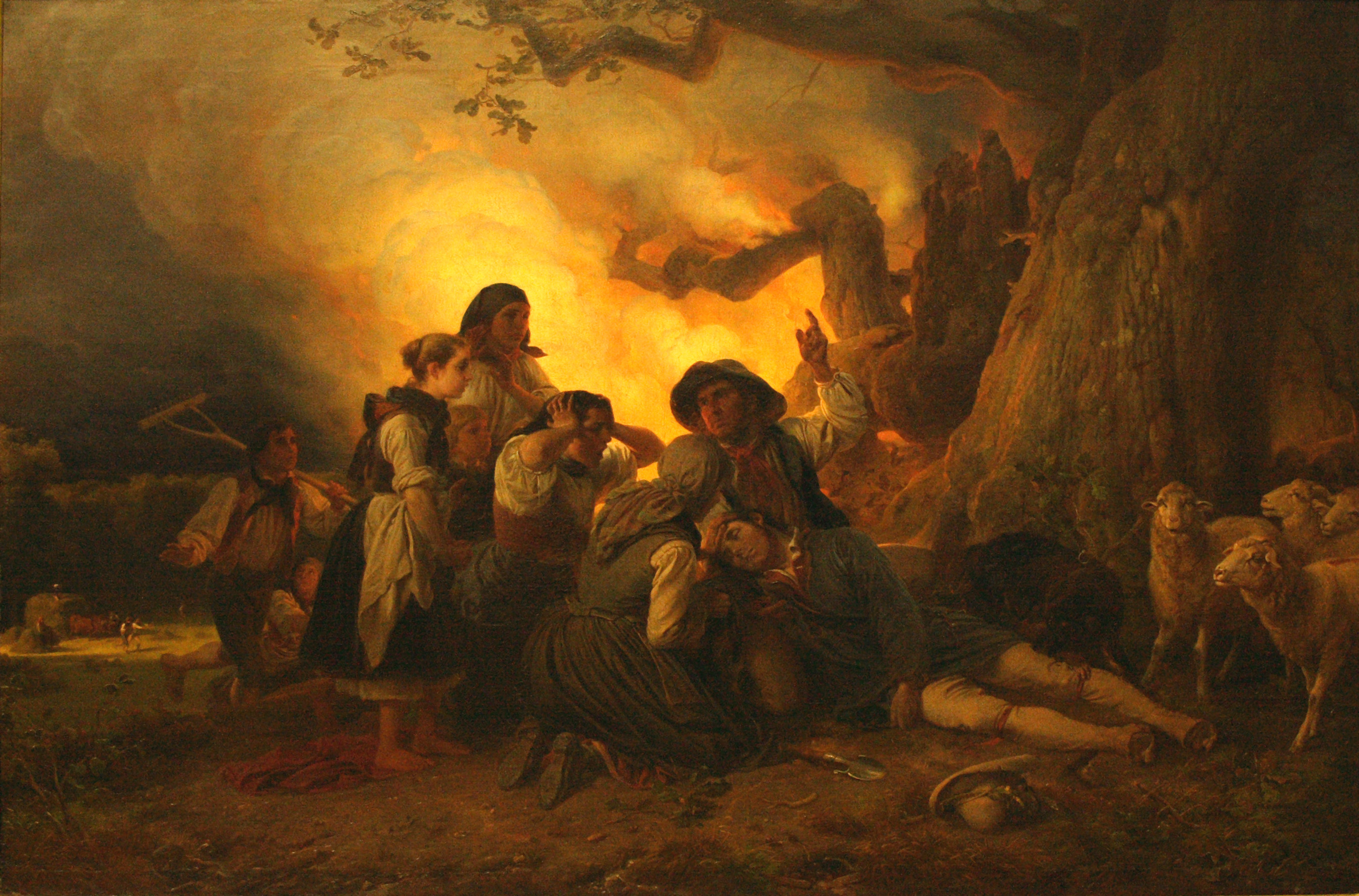
Der vom Blitz erschlagene Schäfer

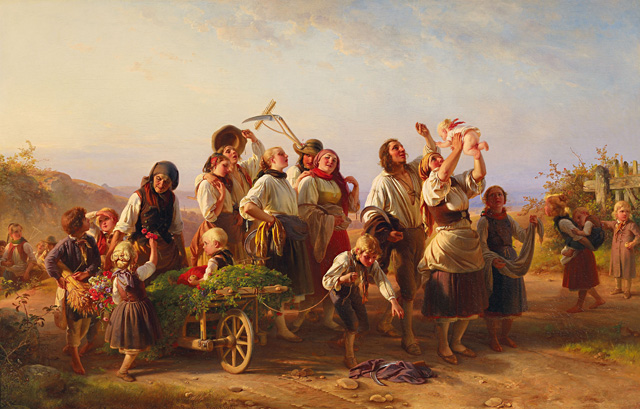
Heimkehrende Schnitter

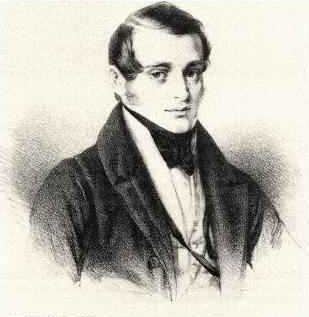
Porträt des Komponisten Norbert Burgmüller, 1836

Jakob Becker war ein Sohn des Gastwirts Andreas Becker (* 1833) und dessen Ehefrau Catherine Christine, geb. Schörmer (1775–1838). Er erhielt eine erste Ausbildung bei dem heute wenig bekannten Maler Carl Nikolaus Jung in Worms. 1826 hospitierte er am Städelschen Kunstinstitut in Frankfurt am Main und arbeitete gleichzeitig auch in der Vogelschen Kunstanstalt in Frankfurt als Lithograf. Hier befreundete er sich mit dem Maler Jakob Fürchtegott Dielmann und schuf mit ihm zusammen eine präzise Darstellung des Rhein-Panoramas von Mainz bis Köln. 1833 reiste er im Auftrag der Lithographischen Anstalt nach Düsseldorf, um das Gemälde Die Chorknaben von Theodor Hildebrandt auf Stein zu zeichnen. Er blieb in Düsseldorf und besuchte von 1833 bis 1841 die Düsseldorfer Kunstakademie; seine Lehrer waren Johann Wilhelm Schirmer und Wilhelm von Schadow. 1838 heiratete Becker Wally Müller, die Schwester seines Freundes Wolfgang Müller von Königswinter, und unternahm mit ihr eine 4-wöchige Reise über Köln und Koblenz nach Worms und weiter nach Frankfurt am Main; anschließend ließ er sich in Düsseldorf nieder. Der Ehe entstammten vier Kinder. 1842 wurde Becker Professor für Genre- und Landschaftsmalerei am Städelschen Kunstinstitut. Zu seinen dortigen Schülern zählten der für seine Jagdmotive bekannte Maler Johannes Deiker, Heinrich Winter, Wilhelm Amandus Beer und Anton Burger, die später zur Kronberger Malerkolonie gehörten, sowie Heinrich Hasselhorst und Paul Weber. In Frankfurt wurde Becker Mitglied der Freimaurerloge „Sokrates zur Standhaftigkeit“. 1847 wurde er als assoziiertes Mitglied in die Königliche Akademie der Wissenschaften und Schönen Künste von Belgien (Classe des Beaux-Arts) aufgenommen.

## Künstlerische Entwicklung
Nach den lithografischen Anfängen in Frankfurt widmete sich Becker zunächst romantisierenden Themen, unter anderem 1834 mit dem Bild Der Reiter und sein Liebchen nach einer Ballade von Ludwig Uhland. Unter dem Einfluss des mit ihm befreundeten Malers Adolf Schroedter und des ebenfalls in Düsseldorf tätigen Malers Rudolf Jordan wandte er sich anschließend der erzählenden Malerei zu, u. a. mit dem Gemälde Heimkehr eines Blinden mit seiner Tochter im Gewitter (1834). Der Erfolg seiner Komposition Landleute vom Gewitter erschreckt (1840) führte schließlich zu der Berufung an die Staedelschule in Frankfurt am Main. Hier entstanden Die betende Bauernfamilie, Die Märchenerzählerin, Der Rekrutenabschied und das Gegenstück Der heimkehrende Krieger, Die beiden Wildschützen, Der Liebesantrag, Die Schmollenden und Die Heimkehr vom Kirchgang. Als Porträtist schuf Becker Ölgemälde und Zeichnungen. Beckers Kompositionen sind häufig gekennzeichnet durch eng aufeinander bezogene und in nazarenischer Tradition aus dem Umriss entwickelte Personengruppen. Diese Einschätzung korrespondiert mit dem Urteil in Meyers Konversations-Lexikon von 1890: „Seine Zeichnung ist korrekt und bestimmt, die Farbe leidet aber an Schwere und Trockenheit.“

## Werke in öffentlichen Sammlungen (Auswahl)
Schnitter vom Gewitter erschreckt (1840): Berlin, Nationalgalerie; Bonn, Rheinische Landesgalerie: Soldatenabschied (1842); Bildnis J. Lehnen (Zeichnung): Düsseldorf, Stadtmuseum; Die arme Familie (1848): Frankfurt am Main, Historisches Museum; Der vom Blitz erschlagene Schäfer (1844): Frankfurt am Main, Staedelsche Kunstsammlungen; Stelldichein am Brunnen (1860): Karlsruhe, Kunsthalle; Wildschützen auf der Flucht (1839): Poznań, Nationalmuseum; Der Dorfbrand (1853): Wiesbaden, Städtisches Museum.

## Ehrungen
Beckers Geburtsort Dittelsheim bei Worms ehrte seinen berühmtesten Sohn mit der Benennung einer Straße, die sich am Ortsausgang Richtung Gau-Odernheim in einem Neubaugebiet findet. Sein Grab befindet sich auf dem Frankfurter Hauptfriedhof und ist ein Ehrengrab.

## Illustrationen (Auswahl)
- In: Album deutscher Künstler in Originalradirungen. Buddeus, Düsseldorf 1841 (urn:nbn:de:hbz:061:2-1080 Digitalisierte Ausgabe der Universitäts- und Landesbibliothek Düsseldorf).
- In: Robert Reinick: Lieder eines Malers mit Randzeichnungen seiner Freunde. – zwischen 1836 und 1852.
  - Lieder eines Malers mit Randzeichnungen seiner Freunde. Schulgen-Bettendorff, Düsseldorf 1838, farbige Mappen-Ausgabe (urn:nbn:de:hbz:061:2-18668 Digitalisierte Ausgabe der Universitäts- und Landesbibliothek Düsseldorf.)
  - Lieder eines Malers mit Randzeichnungen seiner Freunde. Schulgen-Bettendorff, Düsseldorf 1838 (urn:nbn:de:hbz:061:2-18244 Digitalisierte Ausgabe der Universitäts- und Landesbibliothek Düsseldorf.)
  - Lieder eines Malers mit Randzeichnungen seiner Freunde. Buddeus, Düsseldorf zw. 1839 und 1846 (urn:nbn:de:hbz:061:2-84 Digitalisierte Ausgabe der Universitäts- und Landesbibliothek Düsseldorf.)
  - Lieder eines Malers mit Randzeichnungen seiner Freunde. Vogel, Leipzig ca. 1852 (urn:nbn:de:hbz:061:2-18254 Digitalisierte Ausgabe der Universitäts- und Landesbibliothek Düsseldorf.)